# Nagema Patriot
Der Patriot ist das erste in der DDR konstruierte und gebaute Segelflugzeug. Es entstand nur ein Exemplar. Das erste Segelflugzeug, das in der DDR in Serienproduktion ging, war der FES-530 Lehrmeister.

## Geschichte
Der Patriot entstand 1951 unter der Leitung des Flugzeugbau-Ingenieurs Ernst Reinecke (1921–1960), einem ehemaligen Heinkel- und Dornier-Mitarbeiter. Dem internationalen Trend zur Doppelsitzer-Schulung folgend, konstruierte Reinecke das Flugzeug als Zweisitzer für Flugschüler und -lehrer, jedoch auch auf eine mögliche Verwendung als Leistungssegler hin. Ungewöhnlich war dabei die Anordnung der Sitze nebeneinander, weshalb der Rumpf einen relativ großen Durchmesser aufwies. Der ganz aus Holz gefertigte Mitteldecker verfügte über ellipsenförmige Tragflügel und ein T-Leitwerk. Das Hauptrad war einziehbar gestaltet. Später wurde es durch eine abwerfbare Kufe ersetzt. Anfang 1952 wurde das Flügelprofil des Patriot an einem umgebauten Baby IIb getestet. Damit wurde eine um bis zu 15 km/h höhere Geschwindigkeit als bei der Baby-Normalausführung erreicht.
Der Bau erfolgte ab November 1951 in einer Gießereihalle des VEB Nagema in Schmiedeberg unter Schirmherrschaft der FDJ und war 1952 abgeschlossen. Der Erstflug erfolgte am 31. Mai gleichen Jahres in Leipzig-Mockau. Während eines Flugtages des „IV. Parlaments der FDJ“ wurde der Segler in Leipzig-Mockau erstmals der Öffentlichkeit vorgestellt. Aus Gründen der Propaganda war das über alles elfenbeinfarben lackierte Flugzeug an den Unterseiten der Tragflügel mit der Losung „Verteidigt die Heimat“ versehen worden. Nach Abschluss der Erprobung erhielt es den Kenner DDR-3000. Letztendlich wurde der Patriot nicht in Serie produziert, da seine Flugleistungen trotz der guten aerodynamischen Konstruktion hinter den Erwartungen zurückblieben.
Im September 1953 wurde der Patriot letztmals bei einem Lehrgang in Schönhagen zur Schulung geflogen. Anschließend ging er für einige Tests zum Segelflugplatz Laucha, wurde dort aber nur wenig geflogen. Das Flugzeug wurde schließlich der TU Dresden für Bruchversuche übergeben und hängend ausgestellt, wo es einige Zeit später herunterstürzte und zu Bruch ging.

## Technische Daten
| Kenngröße                         | Daten               |
| --------------------------------- | ------------------- |
| Spannweite                        | 18,0 m              |
| Länge                             | 7,9 m               |
| Flügelfläche                      | 20,0 m²             |
| Flügelstreckung                   | 16,2                |
| Leermasse                         | 310 kg              |
| Startmasse                        | maximal 480 kg      |
| Beste Gleitzahl                   | 28 bei 82 km/h      |
| Geringstes Sinken                 | 0,7 m/s bei 75 km/h |
| Mindestgeschwindigkeit            | 45 km/h             |
| Maximal zulässige Geschwindigkeit | 140 km/h            |
| Besatzung                         | 2                   |